# 질경이 (기업)
질경이는 2009년 10월에 설립된 대한민국 대표 여성 청결제 전문 기업이며 정, 폼, 젤 등 다양한 형 태의 여성 청결제와 생리대 등 기타 여성용 제품을 국내외 시장에서 판매하고 있다. 2015년 12 월 코넥스 시장에 상장하였으며 2018년 11월에 사명을 ‘하우동천’에서 ‘질경이’로 변경했다. 여성 위생 용품의 제조·판매를 담당하는 화장품 사업부와 여성 건강 관련 특허·R&D를 수행하는 의약품 개발부로 구성되어 있다.

## 역사

### 창업
질경이는 2006년까지 생수사업으로 전국을 누비던 최원석이 질염으로 고통받는 아내를 위해 여성청결제에 관심을 가지면서 시작됐다.  아내는 그 동안 온갖 청결제와 진균제를 처방 받아 치료를 했지만 조금 나았다가 금방 재발해 육체적으로나 정신적으로 많이 지쳐있는 상태였다. 이때 회사 여직원으로로부터 의외로 많은 여성들이 질염이나 불쾌한 냄새로 고민하고 있지만 산부인과에 직접 진료받기는 꺼려한다는 얘기를 듣고 본격적으로 여성청결제 사업에 관심을 갖게 됐다. 막상 뷰티산업에서 여성청결제 시장을 조사해봤더니 소비자들의 니즈는 분명히 있었지만 시장 자체가 노출된 것은 아니어서 과감하게 생수사업을 접고 여성청결제 전문 기업인 (주)하우동천을 2009년 10월에 설립한다.

### 출시
2010년 출시된 고체타입 여성청결제 ‘질경이’는 원래 질염 치료제로 개발 됐는데 신약으로 등록하려고 하니 임상 비용과 시간이 오래 걸려서 식약처 자문을 받고 여성청결제로 제품군을 바꾸게 됐다. 원래 여성청결제는 의약외품으로 분류되었는데 2010년부터 화장품 유형에 포함하여 관리된다는 것을 미리 알고 화장품 시행규칙이 개정되는 시기에 맞춰서 출시 했다.

### 제품명
질경이는 대다수가 질경이 식물 이름에서 따 온것이라고 생각하는데 제품명이자 회사명이 된 질경이는 ‘질을 경이롭게 하다’의 줄임말이다. 출시 전 사전 테스트 시 직접 사용해본 테스터들의 반응이 처음에는 호불호가 갈렸지만 일정 시간이 지난 후부터는 다들 경이롭다는 이야기가 나와서 ‘경이롭다’라는 단어를 선택했다. 또한 소기업으로 출발해서 제품명에 모든 의미를 담아야겠다고 생각해 식물 자체 성분에도 좋은 성분이 많고 생명력이 강하다는 질경이의 이미지를 그대로 제품과 연결시키려는 의도도 포함된다. 후일담으로는 칠경까지만 벌자라는 의미도 있다고 한다.
특이점은 제품 질경이에는 질경이 성분이 함유되어 있지 않다.

### 성장
질경이는 2010년 출시 이후 매년 매출 상승세를 보였다. 여성청결제가 의약외품에서 화장품으로 분류가 바뀌었지만 초기에는 음지에 있는 시장이었기 때문에 홍보 방법이 마땅치 않았다. 전국에서 제일 잘 판다는 방판 업체에 찾아가 제품을 공급했지만 방판 업체마저 나중엔 팔기가 쉽지 않다며 손을 저었다. 이에 최원석은 위기를 넘기 위한 방법으로 온라인 채널로 눈을 돌렸다. 지식인, 블로그, 카페 서비스를 내놓으면서 빠르게 성장하는 네이버의 검색광고로 홍보를 시작했다. 조금씩 사이트 유입수가 늘고 제품이 하나둘씩 팔리기 시작했다. 제품이 팔리는 만큼 광고비로 투자해 제품 홍보에 집중했지만 유입수가 느는만큼 제품에 대한 문의도 가파르게 늘어갔다. 이를 최원석은 직접 전화와 댓글로 일일이 응대하며 제품을 설득시켰고, 한 번 사용 후 못쓰겠다는 고객의 경우엔 제품을 무상 제공할테니 나를 믿고 꾸준히 사용해보라고 하며 제품의 로열티를 쌓는 기반을 다졌다. 이후 제품에 대한 적나라한 사용 후기로 입소문이 났는데 사용 후기에 대한 긴 감사의 댓글을 달고 진심어린 리뷰를 쓴 분에게는 샘플킷을 추가 증정하면서 후기의 길이도 계속 길어지고 내용도 더 적나라해 졌다고 한다.
2015년부터 홈쇼핑 채널 판매가 본격화됨에 따라 가파른 외형 성장을 기록했다. 홈쇼핑 판매 효과로 2014년 19억원에 불과했던 매출액은 2015년에 58억원으로 성장하였으며 이후 2016년에도 113억원, 2017년 206억원을 기록하며 고성장세를 이어갔다.

### 사명 변경
2018년 11월 주식회사 하우동천은 여성 건강 전문 기업의 입지를 더욱 공고히 하기 위해 ‘여성의 삶의 질을 경이롭게 하다’는 의미를 담은 브랜드명 질경이를 기업명으로 사용하기로 결정하고 하우동천과 질경이로 분리돼있던 회사명과 브랜드명을 하나로 통일했다. 영문명은 ‘JILGYUNGYI.CO., LTD.’로 사용한다.

### 사업부
화장품 사업부는 폼·젤·정제·에센스·스프레이·티슈 형 등 6개 타입의 여성청결제, Y존 전용 미백크림, 국내 1호 자연 유래 옥수수 섬유 커버 ‘마음 생리대’ 등 다양한 제품을 선보이고 있다.  의약품 개발부는 질염·질 이완증과 건조증 관련 3가지 특허를 기반으로 무항생제 질염치료제 개발을 위해 임상 시험을 진행 중이다. 지난 2018년 8월 나노 분자생명공학 기업 (주)엔퓨리와 합병, 여성 건강 분야 사업을 확장했다. 무항생제 질염치료제 출시를 시작으로 여성의 아름다움과 건강을 위한 제품을 준비하고 있다.

## 임상
2015년 10월 식품의약품안전처로부터 여성청결제 질경이의 주 성분이자 질염 예방 및 치료 효과가 있는 물질인 ‘HUDC_VT’의 유효성과 안전성을 검증하여 질염 치료에 유용한 신 치료법으로서의 근거를 확보하기 위한 임상2상 시험계획 승인 신청을 완료했다. 무항생제 질염치료제 임상을 승인 받은 후 2016년부터 총 3개 병원(고대구로병원, 차병원, 강서미즈메디병원)과 질염 환자를 대상으로 HUDC_VT의 주성분 배합비율이 다른 두 가지 질정을 질 내에 투여해 안전성 및 유효성에 대해 평가했으며 2017년 5월 ‘HUDC_VT’의 2상 임상시험 1단계를 완료했고 2018년 5월 임상 2상이 완료됐다.

## 지배 구조
최대주주는 최원석 대표이며 특수관계인 포함 대주주 지분율은 62%이다.  최 대표의 자녀 두 명도 주요 주주로 이름이 올라있다.

## 상훈
2016년에는 제3회 대한민국 코넥스 대상 시상식 최우수혁신상을 수상했다.

## 소송

### 상표권 침해 소송
질경이가 인기를 끌면서 이에 편승하려는 유사상표 상품이 쏟아졌다. 여성청결제 업체들이 질경이라는 식물 성분이 제품에 포함된 것을 이용해, 브랜드명보다 질경이 성분 표기를 더 부각시켜 판매하여 소비자들이 잘못 구매하는 피해사례가 늘었고 소비자가 상표를 혼동하여 피해를 입는 것을 우려, 소비자 권익 보호를 위해 오인을 야기할 수 있는 제품에 대해서 강경대응에 나섰다. 가장 먼저 ㈜에바스 코스메틱에서 출시된 여성청결제(브랜드명: 페디슨 메터니티 퓨어 페미닌 클렌저)’를 상대로 상표권 침해 소송을 제기했고 2016년 최종 승소했다.
질경이는 ‘온라인에서 브랜드명보다 성분명을 더욱 부각시켜 ‘한방 질경이’로 홍보하는 것은 자사의 ‘질경이’ 명칭과 혼동을 일으킬 우려가 있어 이는 명백히 상표권을 침해한 행위에 해당한다’고 주장한 반면 해당 기업 측은 ‘제품의 원재료를 보통의 방법으로 표시한 것’이라 주장했다.
하지만 이에 대해 법원은 질경이라는 원료가 일반적으로 여성용청결제의 원재료로 사용되는지 확인하기 어렵고 수요자도 이를 인식하고 있지 않는다는 점을 들어 하우동천의 손을 들어주며 최종 승소판결을 내렸다. 이번 판결을 통해 하우동천은 여성청결제 업계에서 질경이라는 상표는 하우동천이 독점 사용 가능한 것이라는 점을 입증시키며, 상표에 대한 소비자의 혼동을 줄임으로써 소비자 권익을 보호할 수 있게 됐다.
하지만 2023년 기준 여전히 브랜드명보다 질경이 성분 표기를 더 부각시켜 판매하는 기업들이 기승을 부리고 있다.

### 특허권 침해 소송
질경이는 2017년 6월 넥스트BT와 네추럴F&P가 출시한 여성청결제 ‘페미락’이 질경이의 특허권을 침해했다는 이유로 특허권 침해금지 소송(서울중앙지방법원 2017가합549846호)을 제기했다.
이에 대해 넥스트BT와 네추럴F&P는 질경이의 특허권 2건이 신규성과 진보성이 없고, 명세서 기재를 제대로 갖추지 못했다는 이유로 무효심판을 청구했다.
특허심판원은 해당 특허권의 신규성‧진보성이 인정되고 명세서 기재도 적정하므로 특허법상 적법한 용도발명으로 무효사유가 없다고 심결했다.(2017당2958, 2017당2999)
이에 대해 2018년 헬스케어 유통기업 넥스트BT와 건강기능식품 제조회사 네추럴F&P는 특허법원에 취소소송을 제기했다.
특허법원은 해당 특허권의 신규성과 진보성이 인정되고, 의약 용도 발명으로 명세서 기재 요건이 충족된다고 판단해 이를 기각했다.(2018허1530, 2018허1509 판결)
이에 질경이는 보유 특허권 2건에 대해 헬스케어 전문 유통 기업 ㈜넥스트 BT와 건강기능식품 제조회사 ㈜네추럴 F&P가 제기한 ‘특허무효심판’ 및 ‘심결 취소소송’에서 모두 승소했다
특허법원은 질경이가 보유한 ‘질염 예방 및 치료용 조성물 및 이의 용도’, ‘질 이완증 또는 질 건조증 예방 및 치료용 약학 조성물 및 이의 용도’에 대한 특허권이 특허법상 적법하고 유효한 특허라고 판결했다. (특허법원 2019. 2. 22. 선고 2018허1530, 2018허1509 판결)
해당 소송은 특허법원에서 선고기일이 이례적으로 3번씩이나 연기되는 등 해당 특허권 유효성에 대한 치열한 변론과 논증이 진행됐다. 특허권의 유효성을 최종 확인한 만큼 법적 리스크는 해소됐다는 평가다.
질경이는 2012년 3월 ‘질염 예방 및 치료용 조성물 및 이의 용도(등록 제1133723호)’, 2014년 12월 ‘질 이완증 또는 질 건조증 예방 및 치료용 약학 조성물 및 이의 용도(등록 제1470282호)’에 대해 각각 특허등록을 완료했다.

### 국가별 기술 특허 등록
중국, 러시아, 뉴질랜드, 호주, 미국, 캐나다, 뉴질랜드, 일본, 멕시코, 필리핀, 홍콩까지 11개 국가에서 특허 등록을 마친 상태다.

## 제품

###### 2010년
-질경이 오리지널

###### 2017년
-질경이 프로
-페미닌 티슈 보관됨 2023-08-22 - 웨이백 머신
-데일리 에코아워시(폼/젤)(단종)
-썬샤인 톤업크림
-인텐시브(코스트코용)

###### 2018년
-페미닌 미스트
-이너밸런스 보관됨 2023-08-22 - 웨이백 머신
-데일리 에코아워시 퓨어(폼/젤)
-데일리 에코아워시 골드(폼/젤)
-마음생리대

###### 2019년
-프리미엄 유기농 여성청결제 ‘질경이 에코아 워시 그린(폼/젤)(단종)
-유기농 개똥쑥 여성청결제 오가니스파 워시(폼/젤)
-남성청결제 매너맨
-이너밸런스 한정판 ‘러브 에센스 에디션’(단종)

###### 2020년
-2X이너밸런스

###### 2021년
-생리 클렌징 폼
-모닝 워시(폼/젤)
-이너케어

## 로고
2018년 사명을 하우동천에서 질경이로 변경하면서 기존 로고 아래에 주식회사 질경이를 넣었다.
2020년 7월 2일 ‘질경이 데이’를 맞아 새로운 CI를 공개했다. 새롭게 변경된 질경이 CI는 국내 뿐 아니라 전세계 여성들에게 ‘여성의 삶의 질을 경이롭게 하다’는 질경이의 브랜드 철학을 명확히 제시한다. 위생, 청결, 건강을 지향하는 기업의 정체성에 맞게 깔끔하고 심플하게 디자인했으며 세계에서도 질경이를 일관성 있게 인지할 수 있도록 했다.
먼저 질경이의 영문 표기법인 ‘Jil Gyung yi’를 음절 단위로 구분해 가독성을 높였으며, 두 번째 ‘y’ 글자에 브랜드 컬러를 적용해 Y존 케어 전문 브랜드로서 아이덴티티를 강조했다. 또 국문 질경이 로고는 질경이의 시그니처 여성청결제인 ‘질경이’의 고체 타입 제형을 모티브로 제작됐다. 브랜드 컬러도 맑고 깨끗한 혈액이 연상되는 선홍색으로 변경했다. 해당 컬러는 ‘건강한 여성’을 상징한다.
참고로 ‘질경이 데이’는 7일에 2알을 사용하는 질경이 오리지널의 사용법에서 착안해 7월 2일로 정했다.

## 계열사
2020년 근거리 마트 정보를 손쉽게 찾을 수 있는 위치 기반 동네마트 배송 플랫폼인 ‘로마켓’을 론칭했다. 로마켓은 대형마트가 아닌 동네에 위치한 중소형 마트를 기반으로 한다.